# 全国福祉保育労働組合
全国福祉保育労働組合（ぜんこくふくしほいくろうどうくみあい）とは、1986年に結成された民間の保育園、高齢者施設、障害者施設など社会福祉施設で働く労働者を組織した日本の労働組合である。全国各地に地域支部を持ち、企業単位の労働組合のみならず、正社員以外の非正規労働者や派遣労働者でも加入できる。
略称は福祉保育労（ふくしほいくろう）。機関紙『福祉のなかま』。保育・福祉専門の労組としては日本有数の規模である。
福祉職員の増員を求める要請を国に対して行ったり、国の介護職員処遇改善加算の非正規職員への支給の徹底を求めた行動を行っている。
全国労働組合総連合（全労連）の構成団体の1つ。中央社会保障推進協議会（中央社保協）や全国保育団体連絡会（全保連）にも加盟している。

## 地方本部
- 北海道地方本部（北海道）
- 秋田地方本部（秋田県）
- 山形地方本部（山形県）
- 埼玉県本部（埼玉県）
- 東京地方本部（東京都）
- 神奈川県本部（神奈川県）
- 新潟地方本部（新潟県）
- 静岡地方本部（静岡県）
- 東海地方本部
- 京都地方本部（京都府）
- 大阪地方本部（大阪府）
- 兵庫地方本部（兵庫県）
- 高知地方本部（高知県）
- 福岡地方本部（福岡県）
- 宮崎地方本部（宮崎県）

## 地方支部
- 青森支部（青森県）
- 宮城支部（宮城県）
- 福島支部（福島県）
- 栃木支部（栃木県）
- 群馬支部（群馬県）
- 千葉支部（千葉県）
- 長野支部（長野県）
- 石川県支部（石川県）
- 滋賀支部（滋賀県）
- 和歌山支部（和歌山県）
- 岡山支部（岡山県）
- 島根支部（島根県）
- 広島支部（広島県）
- 香川支部（香川県）

## 加盟労組
- 岩手県社会福祉労働組合[7]（岩手県）
- 山梨県社会福祉労働組合（山梨県）

## 加盟分会
- 茨城・杉の子分会（茨城県）
- 福井・ゆきんこ分会（福井県）
- 福井・ハスの実の家分会（福井県）
- 山口・こぐま保育園分会（山口県）
- 大分・夢ひこうせん分会[8]（大分県）

## オブザーバー加盟
- 建交労徳島県社会福祉労働組合（徳島県）
- 沖縄県保育所労働組合（沖縄県）
- 愛隣園労働組合[9]。